# Rew
|  | Denne artikel er oprettet af botten PalnaBot ud fra en ekstern database. Den kan derfor have sproglige fejl eller mangler. Denne skabelon kan fjernes efter kontrol af indholdet. |

Rew er en film instrueret af Jan Krogsgård, Henrik Brahe.

## Handling
REW er en lille sag for døve til glæde for dem, der prioriterer øjet som registreringsorgan nummer et. REW er tilbagespoling og fastholdelse i tid. Eller hvem er jæger og hvem bytte i negationens tegnsætning. REW hører til i THE HUNTER AND PREY COLLECTION.